# サヒール
サヒール（英語：Sakhir, アラビア語: الصخير; aṣ-ṣaxīr）はバーレーンの砂漠地帯の一つ。文献によっては「サクヒール」「サキール」「サクヒル」などと表記される場合もある。

## 概要
サヒールの位置は、西方の港町ザラーク近郊の南部県の大半を占める砂漠地帯であり、特に2000年代に入ってからはさかんな開発が行われており、バーレーン大学、バーレーン・インターナショナル・サーキットなどが建設されてからは大きな変化を見せている地区である。その他に、アル・アリーン野生動物公園などの緑化事業も行われている。2030年までのバーレーン王国都市計画によるとサヒール地区をさらに開発して現在よりもさらに発展した観光都市計画を立案している。